# 凱里臀點脂鯉
凱里臀點脂鯉（學名：Pygocentrus cariba），又稱黑紋紅腹食人魚，為臀点脂鯉屬的其中一個種。分布於南美洲奧里諾科河流域，體長可達27.9公分，棲息在底中層水域，生活習性不明，利牙會造成嚴重創傷，可做為遊釣魚。

## 扩展阅读
維基物種上的相關：凱里臀點脂鯉